# ТЕС Манікгандж
ТЕС Манікгандж – теплова електростанція за десяток кілометрів від західних околиць Дакки, створена компанією Doreen Power. 
В 21 столітті на тлі стрімко зростаючого попиту у Бангладеш почався розвиток генеруючих потужностей на основі двигунів внутрішнього згоряння, які могли бути швидко змонтовані. Зокрема, в 2020-му у Манікганджі почала роботу електростанція компанії Doreen Power. Вона має 9 генераторних установок MAN 18V48/60TS потужністю по 18,5 МВт.  
Як паливо станція використовує нафтопродукти.
Можливо відзначити, що менш ніж за кілометр від електростанції Doreen Power у Манікганджі знаходиться майданчик державної компанії BPDB, на якому розміщені три генераторні установки MAN загальною потужністю 58 МВт, які надані BPDB в оренду тією ж Doreen Power.